# Kolej wąskotorowa cukrowni Dobrzelin
Kolej wąskotorowa cukrowni Dobrzelin – kolej wąskotorowa o prześwicie 600 mm powstała na potrzeby Cukrowni Dobrzelin licząca w okresie świetności 104 km. Jako rok powstania przyjmuje się budowę odcinka Dobrzelin – Trębki oraz Dobrzelin – Model w 1920 r. Chociaż poszczególne odcinki linii były likwidowane na przestrzeni lat, za likwidację można przyjąć rok 1982, w którym zlikwidowano odcinek z Dobrzelina przez Pobórz do Nowych Muchnic oraz odcinek z Poborza do Trębek.

## Przeznaczenie linii
Głównym zadaniem linii był przewóz płodów rolnych (buraka cukrowego) do Cukrowni w Dobrzelinie oraz wysłodków buraczanych w kierunku przeciwnym. Wzdłuż przebiegu linii zlokalizowano wiele ładowni (Trębki, Pobórz, Marianka). Na linii nigdy nie wprowadzono ruchu pasażerskiego. 

## Poszczególne odcinki linii
| Relacja                            | Długość | Rok budowy | Rok likwidacji |
| ---------------------------------- | ------- | ---------- | -------------- |
| Dobrzelin - Pobórz                 | 10 km   | 1923       | 1982           |
| Pobórz - Nowe Muchnice             | 4 km    | 1938       | 1982           |
| Nowe Muchnice - Strzelce Kujawskie | 8 km    | 1938       | 1973           |
| Strzelce Kujawskie - Łanięta       | 11 km   | 1922       | 1968           |
| Łanięta - Piotrów                  | 13 km   | 1922       | 1968           |
| Piotrów - Zakrzewo                 | 2 km    | 1922       | 1950           |
| Pobórz - Trębki                    | 4 km    | 1923       | 1982           |
| Dobrzelin - Luszyn                 | 15 km   | 1923       | 1982           |
| Luszyn - Poddębina                 | 3 km    | 1923       | 1982           |
| Poddębina - Sanniki                | 4 km    | 1935       | 1960           |
| Poddębina - Kiernozia              | 5 km    | 1923       | 1980           |
| Kiernozia - Brzozów Stary          | 20 km   | 1923       | 1939           |